# HMS Swiftsure (08)
L'HMS Swiftsure (Pennant number 08), nona nave da guerra britannica a portare questo nome, è stata un incrociatore leggero classe Minotaur della Royal Navy. Venne impostata nei cantieri Vickers Armstrong il 22 settembre 1941, varata il 4 febbraio 1943 ed entrò in servizio il 22 giugno 1944.

## Servizio
Al momento dell'ingresso in servizio la Swiftsure venne assegnata alla Home Fleet, venendo poi riassegnata in agosto alla Eastern Fleet presso il 4º Squadrone incrociatori. Giunse a Sydney nei primi giorni del 1945 dopo essere passata per il Mediterraneo, Suez e Ceylon. Alla fine di febbraio giunse insieme alle altre forze inglesi, identificate dalla Us Navy come Task Group 113, presso la base avanzata dell'isola di Manus, nelle isole dell'Ammiragliato. In primavera partecipò alla Battaglia di Okinawa come parte della Task Force 57, venendo ripetutamente attaccata anche da aerei Kamikaze. Nel mese di giugno partecipò ad operazioni di bombardamento aereo e navale delle isole Chuuk, dove si trovavano importanti basi giapponesi. Il mese di luglio vide la Swiftsure a Sydney per un raddobbo terminato il quale venne inviata a rioccupare Hong Kong dove giunse il 30 agosto insieme ad altre navi da guerra inglesi identificate con la sigla TG111.2 come nave ammiraglia dello Squadrone incrociatori del Pacifico.
Terminata la guerra la Swiftsure tornò in patria e operò come ammiraglia del 4º Squadrone incrociatori fino al 1951 e successivamente ricoprì lo stesso compito nel 2º Squadrone. Nel 1953 entrò in collisione con il cacciatorpediniere Diamond, rimanendo danneggiata. Dopo le riparazioni non tornò in servizio e nel 1959 entrò in cantiere per un ampio raddobbo mirato a portarla al livello delle navi della successiva classe Tiger. A metà dei lavori e con il nuovo albero in lattice installato si decise però di interrompere la modernizzazione e la nave venne messa in vendita. Una spiegazione fu la spesa eccessiva necessaria per modernizzare una nave comunque obsoleta, mentre un'altra ragione fu anche che i danni della collisione del 1953 avevano danneggiato irreparabilmente le strutture della nave. La sorella Superb subì la stessa sorte. Venne venduta e giunse a Inverkeithing per la demolizione nei cantieri T. W. Ward il 17 ottobre 1962.